# Церковне право
Церковне право — галузь права, яка регулює права та обов'язки громадян через віросповідання чи інші форми переконань, а також визначає правила створення та функціонування Церков та інших релігійних об'єднань; регулює ставлення держави до релігії в індивідуальному та колективному вимірі; встановлює фактичний обсяг релігійної свободи, що існує в даній державі, і, таким чином, обсяг громадянських свобод і прав людини, гарантованих Конституцією.
Церковне звичаєве право — сукупність правил поведінки, які не набули законодавчого затвердження, але їх обов'язково треба було дотримуватися в житті (наприклад, поведінка в церкві, під час богослужіння, заїмка землі монастирем, повинності підданих на користь духовних можновладців тощо). 

## Зміст
Право церковне за змістом, однак не виключно церковне за походженням. Оскільки воно охоплює правові акти, що стосуються безпосередньо Церкви, однак які походять не лише від неї, тому його зміст становлять сукупність норм, що походять як від церкви, так і від держави. Також під церковним правом розуміють сформований протягом двох тисячоліть корпус кодифікованого права, яким регулюється внутрішнє дисциплінарне життя Церкви та відносини її з державою.
Отже, церковне право стосується таких питань, як:
 — державно-церковні відносини (релігійні об'єднання);
 — концепція релігійної свободи;
 — правосуб'єктність церков та інших релігійних об'єднань;
 — захист релігійних почуттів;
 — шлюбне право (правові перешкоди до шлюбу; визнання цивільних наслідків релігійного шлюбу, визнання недійсності шлюбу);
 — конфесійна освіта та навчання релігії;
 — душпастирство військових, полонених, хворих;
 — фінансування та оподаткування Церков та інших релігійних об'єднань;
 — майнові справи релігійних об'єднань, у тому числі повернення їх майна;
 — церковні кладовища;
 — соціальне та медичне страхування священнослужителів.

## Покарання
Для будь-якого права, особливо для церковного, характерні покарання за вчинювані порушення. 
Правова природа церковних покарань полягає в тому, що особа, яка порушила церковні канони позбавляється абсолютно всіх чи деяких прав, якими володіє сама Церква. Тобто, порушник повністю відлучається від церковної спільноти, перестає бути її частиною. Відлучення буває повне (виключення особи з числа членів Церкви) та неповне (коли особа позбавляється тільки деяких церковних прав і благ).
Отож, у церковній практиці найпоширенішими стали такі види церковних покарань:
1. Відлучення від Церкви (анафема).
2. Позбавлення християнського похорону.
3. Ув'язнення у монастирі.
4. Церковне покаяння (епітимія).

Характерними злочинами, котрі ведуть до відлучення особи від Церкви (анафеми) є віровідступництво, єресь, Вперше відлучення від Церкви було застосоване Священним Синодом і передбачало повне та пожиттєве розірвання відносин між порушником та Церквою. Хоч і зазначене покарання звучить дуже різко і гучно, основною метою ж є зцілення людської душі. Таким чином, відлучення не означає повне відречення Церквою від особи, а насамперед  лікування її душі, вибір істинного і праведного життєвого шляху.
Позбавлення права на християнське поховання застосовувалося до тих, хто цілеспрямовано та свідомо власноруч позбавили себе життя. Проте, існували деякі виключення. Даний вид покарання не застосовувався до самогубців з патріотичних мотивів та жінок, котрим загрожувало зґвалтування. 
Ув'язнення в монастирі набуло широкого практичного застосування і накладалося, як правило, світськими судами. Застосовувалося воно і до неповнолітніх, осіб, які вчинили крадіжку, шахраїв та тих, кого звинувачували у 'блудному та розпусному житті'. Збільшення кількості типових злочинів пояснювалося кризою у пенітенціарній системі Російської імперії середини XIX - початку ХХ століття. Як правило, ув'язнення було способом покарання духовними судами священнослужителів, які не виконували свої обов'язки та порушували церковні постулати.

## Покаяння
Церковне покаяння (епітимія) було одним із найрозповсюдженіших видів покарань. Сутність його полягає в тому, що на порушника духовними судами накладалися певні релігійні обов'язки щодо виконання певних значущих дій під пильним контролем місцевого священника. Наприклад, дотримання посту, читання молитви чи здійснення поклонів. 